# Parafia Najświętszej Maryi Panny Matki Kościoła w Białymstoku
Parafia pw. Najświętszej Maryi Panny Matki Kościoła w Białymstoku – rzymskokatolicka parafia należąca do dekanatu Białystok–Śródmieście, archidiecezji białostockiej, metropolii białostockiej. 

## Historia parafii
Parafia została utworzona 10 maja 1988 przez wileńskiego administratora apostolskiego, biskupa Edwarda Kisiela. Powstała na obszarze wydzielonym z białostockich parafii: Wniebowzięcia NMP oraz Stanisława Biskupa i Męczennika.
Ośrodkiem nowej parafii stał się dom katechetyczny, a następnie tymczasowa drewniana kaplica zbudowana na przełomie 1988/1989 przez pierwszego proboszcza parafii, ks. Stanisława Rabiczko. W 1990 rozpoczęto budowę murowanego kościoła parafialnego. Pierwsze nabożeństwa w górnym kościele nowej świątyni odbyły się w 1996.
W 2005 na prośbę proboszcza Leona Grygorczyka przy parafii założono placówkę Zgromadzenia Sióstr Służebniczek NMP Niepokalanie Poczętej.

## Miejsca święte
Kościół parafialny
- Kościół parafialny Najświętszej Maryi Panny Matki Kościoła, dwupoziomowy, założony na rzucie wachlarzowo-podłużnym, wybudowany w latach 1990–1996 według projektu Andrzeja Chwaliboga. Jego budowę rozpoczęto 4 maja 1990. We wrześniu 1991 wmurowano kamień węgielny, poświęcony przez papieża Jana Pawła II w czasie wizyty w Białymstoku w czerwcu 1991. Stan surowy wraz z przykryciem zakończono w 1996.

Kościoły filialne i kaplice
- kaplica św. Józefa w Domu Pomocy Społecznej, ul. Świerkowa 9
- kaplica w Areszcie Śledczym, ul. Kopernika 21

Domy zakonne
- Zgromadzenie Sióstr Służebniczek NMP Niepokalanie Poczętej

## Proboszczowie
- 1988 – 2004 : ks. prałat Stanisław Rabiczko
- 2004 – 2019: ks. Leon Grygorczyk
- 2019 – ks. kan. Dariusz Sokołowski